# Società Fascista Ilva Bagnolese 1942-1943
Questa voce raccoglie le informazioni riguardanti la Società Fascista Ilva Bagnolese nelle competizioni ufficiali della stagione 1942-1943.

## Divise
| Casa | Trasferta |

## Rosa
| N. |                   | Ruolo | Calciatore         |
| -- | ----------------- | ----- | ------------------ |
|    | Italia (bandiera) | D     | Giuseppe Antonelli |
|    | Italia (bandiera) | D     | Matteo Apicella    |
|    | Italia (bandiera) | D     | Michele Barra      |
|    | Italia (bandiera) | A     | Renato Bizzarro    |
|    | Italia (bandiera) | A     | Egidio Carpanese   |
|    | Italia (bandiera) | D     | Dino De Caprile    |
|    | Italia (bandiera) | C     | Domenico De Nicola |
|    | Italia (bandiera) | P     | Luigi Firpo        |
|    | Italia (bandiera) | A     | Diego Franzese     |
|    | Italia (bandiera) | A     | Agostino Funari    |
|    | Italia (bandiera) | A     | Ferruccio Gasparin |
|    | Italia (bandiera) | C     | Guglielmo Glovi    |
|    | Italia (bandiera) | C     | Olindo Granata     |
|    | Italia (bandiera) | A     | Mario Marciano     |
|    | Italia (bandiera) | A     | Felice Natale      |
|    | Italia (bandiera) | C     | Aldo Paone         |

| N. |                   | Ruolo | Calciatore         |
| -- | ----------------- | ----- | ------------------ |
|    | Italia (bandiera) | D     | Giovanni Peluso    |
|    | Italia (bandiera) | D     | Salvatore Piccolo  |
|    | Italia (bandiera) | A     | Gaetano Pinto      |
|    | Italia (bandiera) | C     | Umberto Pisa       |
|    | Italia (bandiera) | A     | Vincenzo Ragozzino |
|    | Italia (bandiera) | C     | Michele Ricci      |
|    | Italia (bandiera) | C     | Romeo Rioda        |
|    | Italia (bandiera) | C     | Mario Rosi         |
|    | Italia (bandiera) | A     | Stefano Sbriglia   |
|    | Italia (bandiera) | C     | Antonio Scotto     |
|    | Italia (bandiera) | C     | S. Sibilio         |
|    | Italia (bandiera) | D     | M. Siniscalchi     |
|    | Italia (bandiera) | P     | Giacomo Stacul     |
|    | Italia (bandiera) | C     | G. Stella          |
|    | Italia (bandiera) | A     | Gerardo Tessitore  |
|    | Italia (bandiera) | D     | Fabrizio Vasaturo  |

## Risultati

### Serie C

#### Girone L

##### Girone di andata
| Arbitro: | De Candia |

|  |           |                            |
|  | Marcatori | 2’, 12’ Franzese 50’ Paone |

| Napoli 11 ottobre 1942 2ª giornata | Ilva Bagnolese | 1 – 1 | Cavese | Campo dell'Ilva |

| Battipaglia 18 ottobre 1942 3ª giornata | Baratta Battipaglia | 1 – 0 | Ilva Bagnolese |  |

| Arbitro: | Preziosi |

|           |           |  |
| Glovi 15’ | Marcatori |  |

| Arbitro: | Tonnetti (Roma) |

|                                                   |           |  |
| Mian 20’, 68’ Clerici 53’ Amadesi 67’ Villani 78’ | Marcatori |  |

| Napoli 19 novembre 1942 6ª giornata | Ilva Bagnolese | 0 – 0 referto | RST Littorio | Campo dell'Ilva\| Arbitro: \| Albanesi \| |
| Arbitro:                            | Albanesi       |               |              |                                           |

| Arbitro: | Cappucci |

|             |           |                        |
| Altieri 62’ | Marcatori | 23’ Paone 60’ Franzese |

| Napoli 22 novembre 1942 8ª giornata | Ilva Bagnolese | 2 – 3 | Salernitana | Campo dell'Ilva |

| Colleferro 29 novembre 1942 9ª giornata | BPD Colleferro | 0 – 1 | Ilva Bagnolese |  |

| Napoli 20 dicembre 1942 10ª giornata | Ilva Bagnolese | 2 – 1 | Stabia | Campo dell'Ilva |

| Scafati 13 dicembre 1942 11ª giornata | Scafatese | 2 – 1 | Ilva Bagnolese |  |

##### Girone di ritorno
| Napoli 3 gennaio 1943 12ª giornata | Ilva Bagnolese | 6 – 1 | Casertana | Campo dell'Ilva |

| Cava de' Tirreni 10 gennaio 1943 13ª giornata | Cavese | 1 – 0 | Ilva Bagnolese |  |

| Napoli 17 gennaio 1943 14ª giornata | Ilva Bagnolese | 2 – 0 | Battipagliese | Campo dell'Ilva |

| Roma 24 gennaio 1943 15ª giornata | VV.FF. Roma | 2 – 0 | Ilva Bagnolese |  |

| Arbitro: | Autorino |

|              |           |  |
| Franzese 26’ | Marcatori |  |

| Roma 7 febbraio 1943 17ª giornata | Avia | 7 – 0 | Ilva Bagnolese |  |

| Napoli 14 febbraio 1943 18ª giornata | Ilva Bagnolese | 2 – 0 | Civitavecchiese | Campo dell'Ilva |

| Salerno 21 febbraio 1943 19ª giornata | Salernitana | 2 – 1 | Ilva Bagnolese |  |

| Napoli 28 febbraio 1943 20ª giornata | Ilva Bagnolese | 1 – 1 | Casertana | Campo dell'Ilva |

| Castellammare di Stabia 7 marzo 1943 21ª giornata | Stabia | 0 – 2 | Ilva Bagnolese |  |

| Napoli 14 marzo 1943 22ª giornata | Ilva Bagnolese | 2 – 1 | Scafatese | Campo dell'Ilva |